# Стахура, Богуслав
Богуслав Стахура (пол. Bogusław Stachura; 20 марта 1927, Граево — 21 августа 2008, Варшава) — польский генерал, член ЦК ПОРП, руководитель коммунистической госбезопасности, заместитель министра внутренних дел ПНР. Организатор подавления рабочих протестов в Радоме в июне 1976 и репрессий против Солидарности в период военного положения 1981—1983.

## Партийный функционер
В годы немецкой оккупации Богуслав Стахура служил при гминном совете Моравицы. С 1945 состоял в правящей компартии ППР, с 1948 — в ПОРП. Придерживался ортодоксально-коммунистических сталинистских взглядов.
Был инструктором Келецкого повятского комитета ППР-ПОРП во второй половине 1940-х, инструктором экономического отдела ЦК ПОРП в середине 1950-х. В 1956—1957 — первый секретарь Келецкого городского комитета, с 1957по 1969 — секретарь по экономике Келецкого воеводского комитета, с 1968 — кандидат в члены ЦК ПОРП.

## Генерал и замминистра
Летом 1969 Богуслав Стахура перешёл на службу в МВД. 8 июня 1969 занял пост заместителя министра внутренних дел. Оставался в этой должности при министрах Свитале, Шляхцице, Очепке, Ковальчике, Милевском, Кищаке. В структуре министерства курировал Службу безопасности (СБ). С июня 1971, после отстранения и ареста Рышарда Матеевского — руководитель СБ МВД ПНР. Получил звание генерала дивизии. С февраля 1980 Богуслав Стахура — член ЦК ПОРП.
Во главе оперативного штаба МВД Lato 76 Стахура лично руководил жестоким подавлением рабочих выступлений в Радоме в июне 1976. С его санкции каратели ЗОМО применили метод ścieżka zdrowia («путь здоровья») — избиение задержанных дубинками в два милицейских ряда (типа прогона сквозь строй). Эти действия, по некоторым данным, вызвали возмущение Эдварда Герека, однако Стахура не понёс даже символического наказания.
7 мая 1977 в Кракове погиб студент Ягеллонского университета Станислав Пыяс, участвовавший в акциях солидарности с рабочими. Официально его смерть была объяснена «падением с лестницы». Ряд признаков свидетельствовал об убийстве, в котором общественность подозревала СБ и возлагала ответственность, в частности, на Стахуру.

## В конфронтации с «Солидарностью»
В 1980—1981 генерал Стахура выступал за максимально жёсткое подавление Солидарности. Ещё в середине августа 1980 — перед основной волной забастовок — он возглавил оперативный штаб МВД Lato 80 (заместителями Стахуры являлись генералы бригады Владислав Цястонь от СБ и Юзеф Бейм от гражданской милиции).
Как заместитель министра внутренних дел Стахура возглавлял оперативную систему СБ по противодействию оппозиции. Непосредственно возглавлял СБ ПНР до конца 1981, когда был повышен в должности до первого заместителя министра. На этом посту продолжал курировать СБ.
В марте 1981 генерал Стахура курировал от руководства МВД Быдгощскую провокацию, обернувшуюся острейшим политическим кризисом. Под руководством Стахуры формировались спецгруппы МВД, готовились планы превентивных арестов и интернирований, планировалось создание вооружённых групп партактива в помощь карательным органам (в самом МВД замыслы Стахуры характеризовались как noc długich noży — «ночь длинных ножей»). Эти проекты были в значительной степени реализованы после введения военного положения 13 декабря 1981.
23 декабря 1981 Стахура возглавил оперативно-координационный центр МВД, в задачи которого входило, в частности, создание "контролируемой «Солидарности», подчинённой властям (своего рода «польская зубатовщина»). Этот проект был поручен в СБ генералу бригады Юзефу Сасину, однако реализовать его не удалось.

## Отставка, обвинение, смерть
«Бетонная» позиция Стахуры входила в противоречие с курсом генерала Ярузельского, в котором важное место занимало политическое маневрирование. 18 февраля 1983 Стахура был снят с поста в МВД и переведён на дипломатическую службу. Был послом ПНР в СРР при близком ему по духу режиме Чаушеску. С 1988 в отставке.
В 1999 Институт национальной памяти выдвинул против Стахуры обвинение в препятствовании правосудии при расследовании убийства Пыяса. Однако процесс не был доведён до конца по состоянию здоровья обвиняемого.
Скончался Богуслав Стахура в возрасте 81 года. Похоронен на кладбище Воинские Повонзки.